# Arquitectura otomana

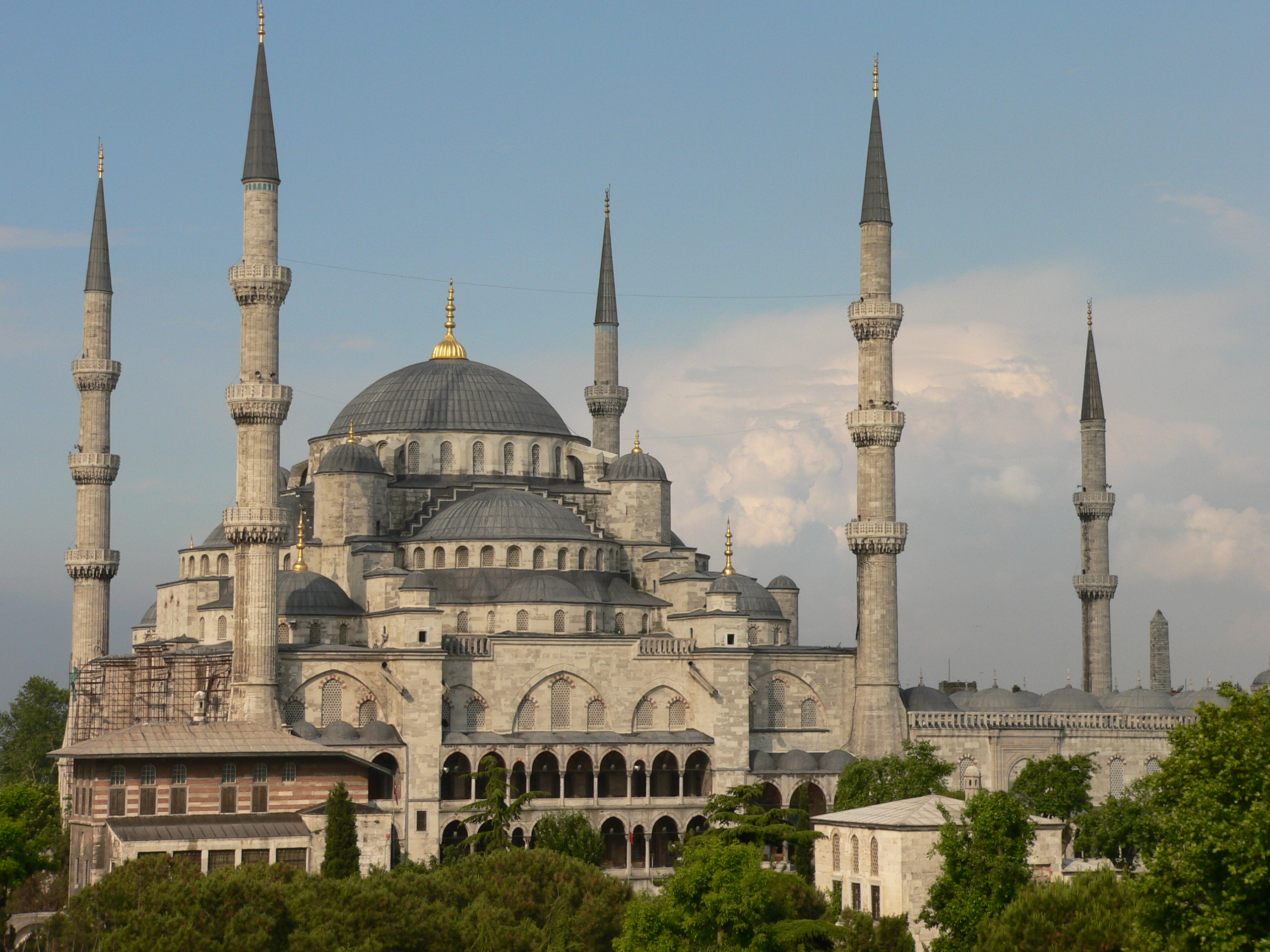
Mesquita Blava a Istanbul, que mostra influència romana d'Orient

L'arquitectura otomana és l'arquitectura desenvolupada durant l'Imperi Otomà, la qual va emergir a Bursa i Edirne als segles xiv i xv. Es va desenvolupar a partir de l'anterior arquitectura seljuk i va ser influïda per l'arquitectura romana d'Orient, iraniana, com també per la Mamluk islàmica després de la conquista de Constantinoble pels turcs otomans. Durant almenys 40 anys, les creacions arquitectòniques romanes d'Orient com l'església d'Hagia Sophia, serviren com a models per a moltes de les mesquites otomanes.
L'arquitectura otomana va arribar a una gran perfecció i excel·lí en l'harmonia en la construcció entre els espais interiors i els exteriors, com també en l'articulació entre la llum i les ombres, les voltes, semivoltes i les columnes. La mesquita es va transformar d'una cambra petita i fosca amb les parets cobertes amb arabescs a un santuari d'equilibri estètic i tècnic, refinada elegància i un toc de transcendència divina.
Avui dia, es troben les restes de l'arquitectura otomana en certes parts dels seus antics territoris sota decadència.

## Inici del període otomà
L'establiment de l'Imperi Otomà, als anys 1300-1453, constitueix l'època otomana primerenca, quan l'art otomà anava a la recerca de noves idees. Aquest període va ser testimoni de tres tipus de mesquites: amb grades, d'un sola volta i mesquites en angle sublineal. La mesquita Hacı Özbek (1333), a İznik, va ser el primer centre important de l'art otomà, és el primer exemple d'una mesquita d'una sola cúpula.

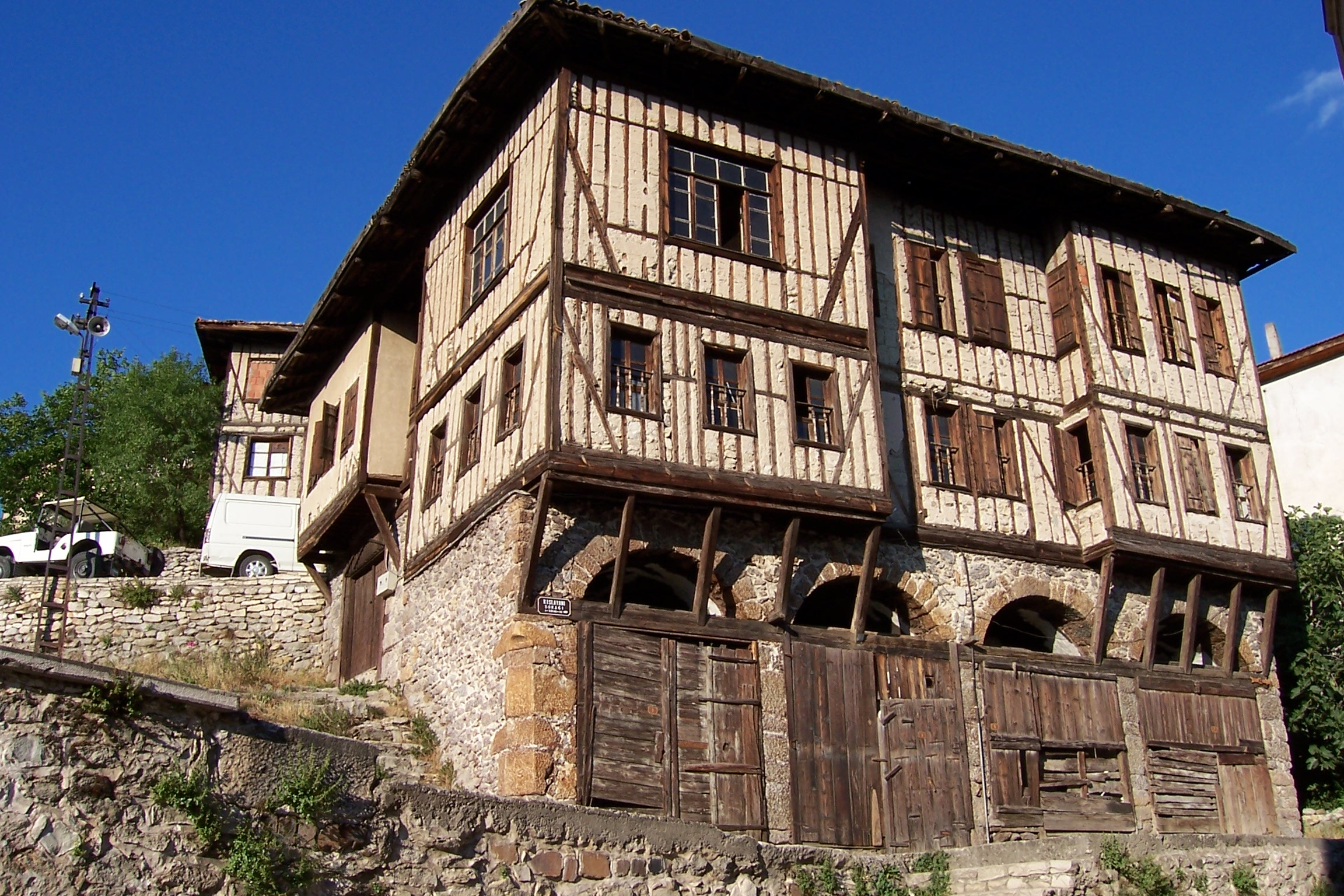
Casa tradicional otomana a Safranbolu
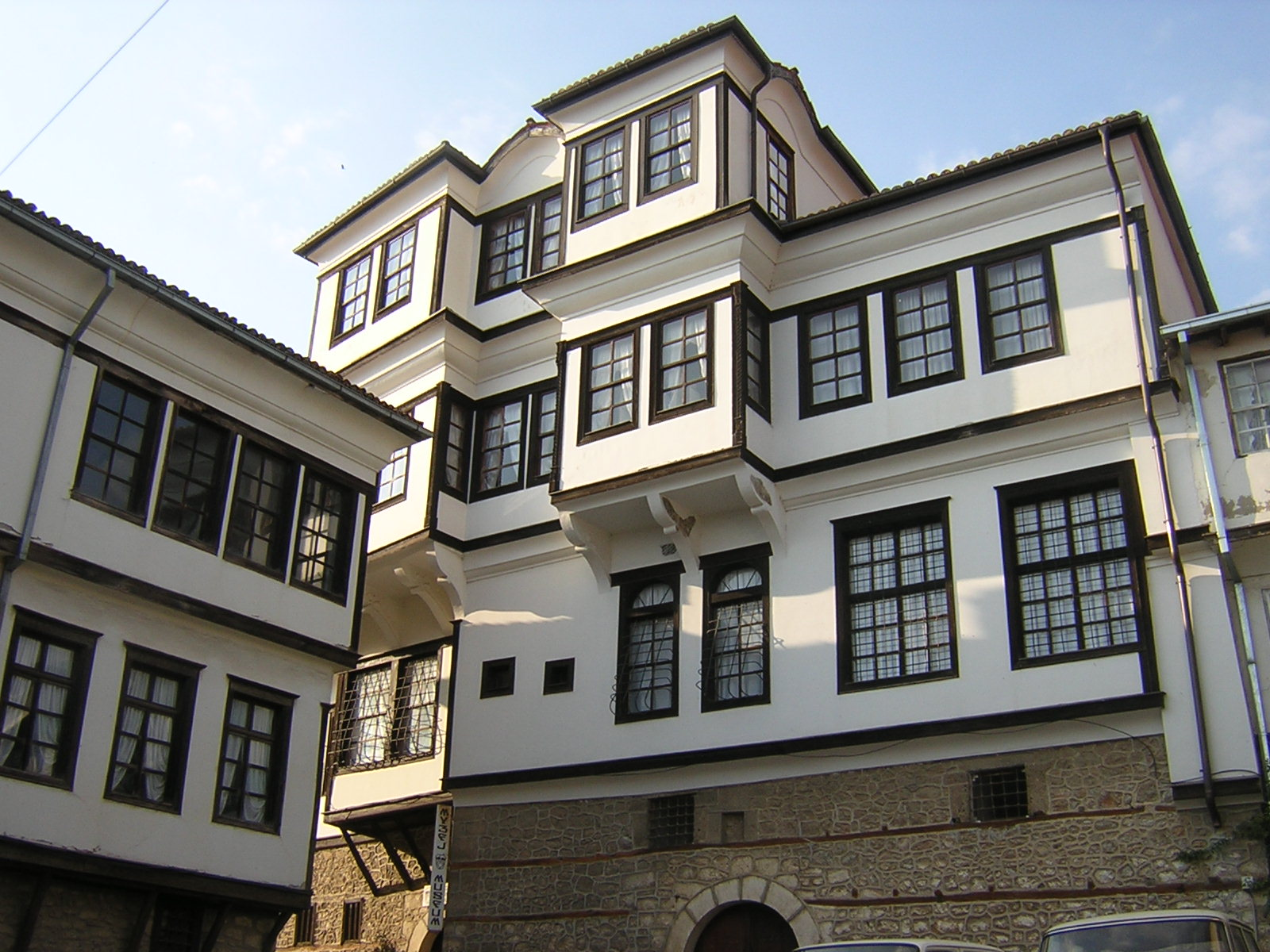
Casa d'estil otomà a Ohrid, Macedònia del Nord
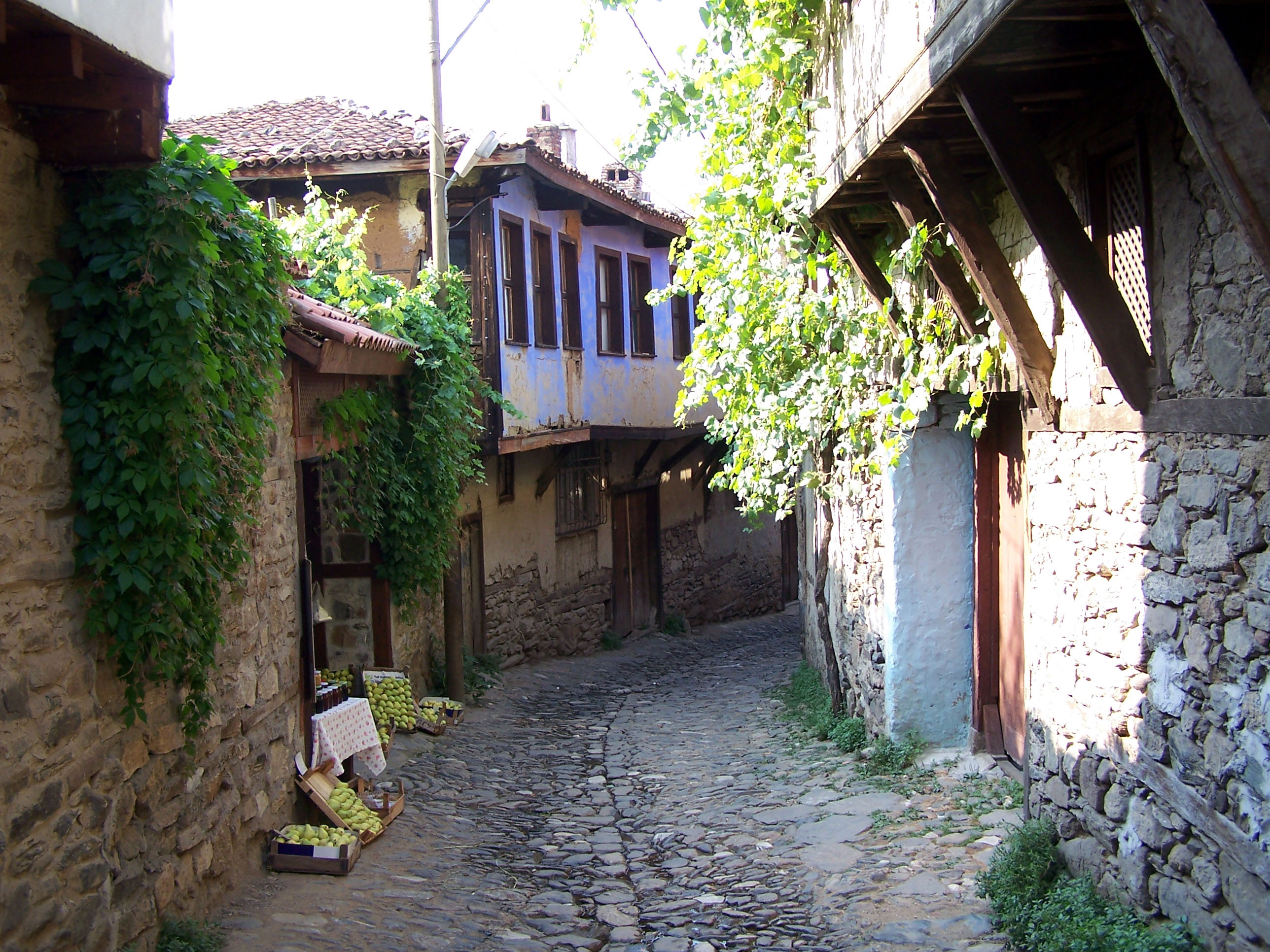
Casa d'estil otomà a Cumalıkızık, Bursa

## Període de Bursa (1299–1437)
L'estil amb cúpula va sorgir a Bursa i Edirne. La Gran mesquita de Bursa va ser la primera mesquita Seljuk a convertir-se en una amb cúpula. D'aquest període són també la mesquita Fatih (1470), la mesquita Mahmutpaşa, i el palau Topkapı. Els otomans integraren les mesquites dins la comunitat i hi afegiren cuines, escoles, hospitals, banys turcs i tombes.

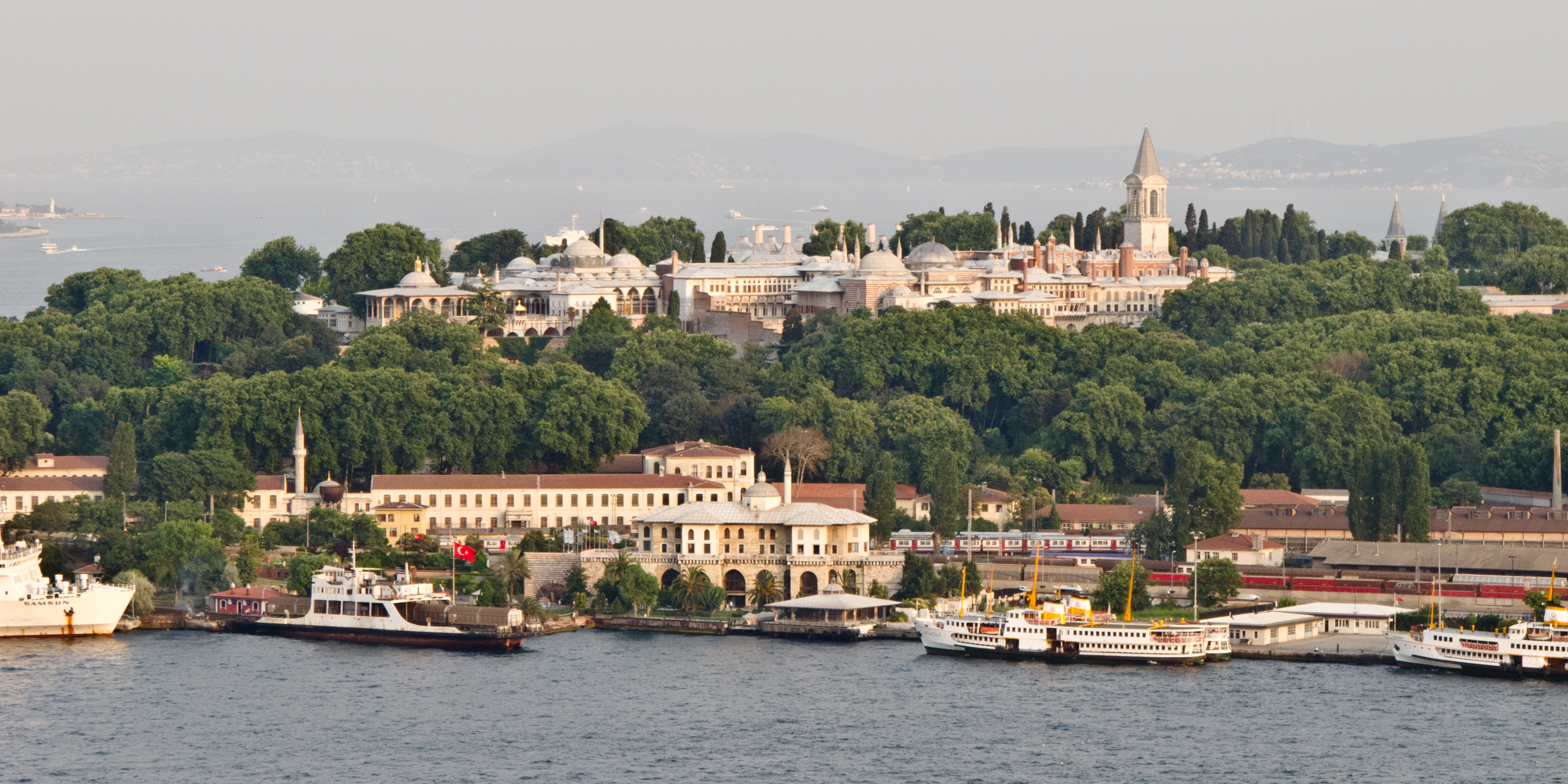
Palau Topkapı
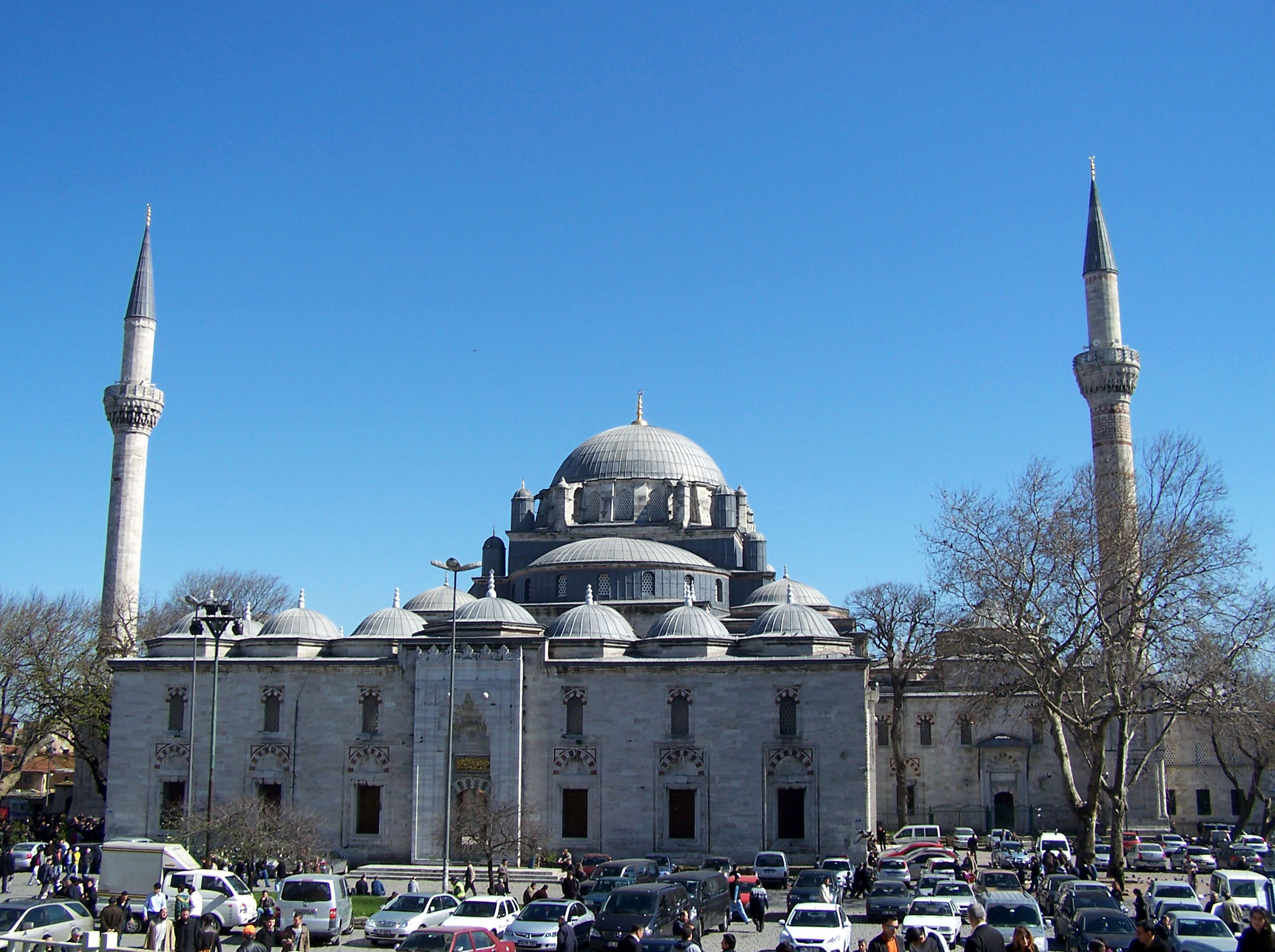
Mesquita de Bayezid II
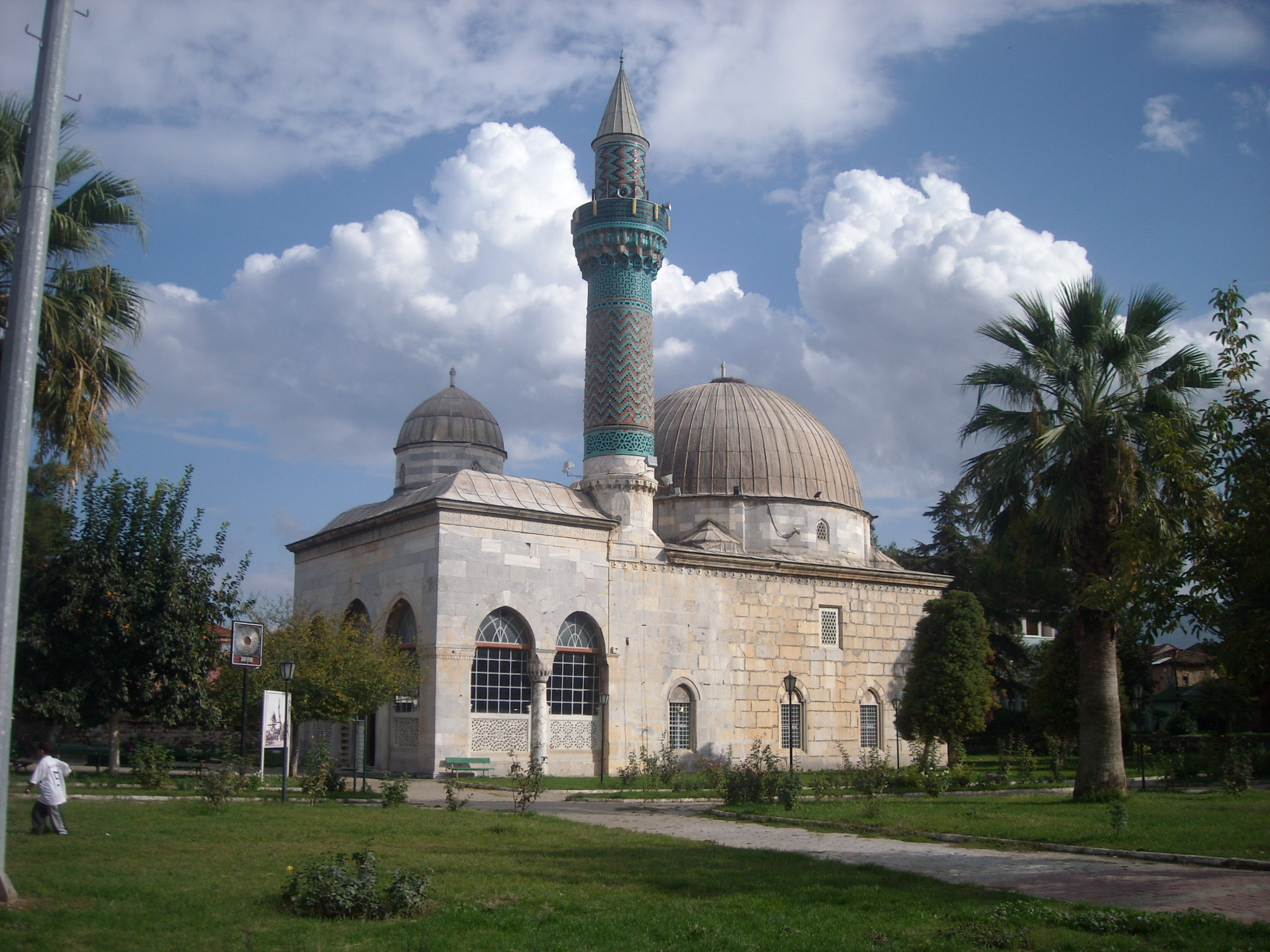
Yeşil Cami (mesquita Verda) d'Iznik

## Període clàssic (1437–1703)
Aquest període clàssic està molt associat amb les obres de Mimar Sinan. En aquest període l'arquitectura es va unificar i harmonitzar. Es va donar més llum als temples i més volum als finestrals.
Durant el període clàssic, els plànols de les mesquites van canviar per a incloure-hi els patis interns i externs.
Exemples d'arquitectura otomana del període clàssic fora de Turquia es poden veure als Balcans, Hongria, Egipte, Tunísia i Algèria, on es van construir mesquites, ponts, fonts i escoles.

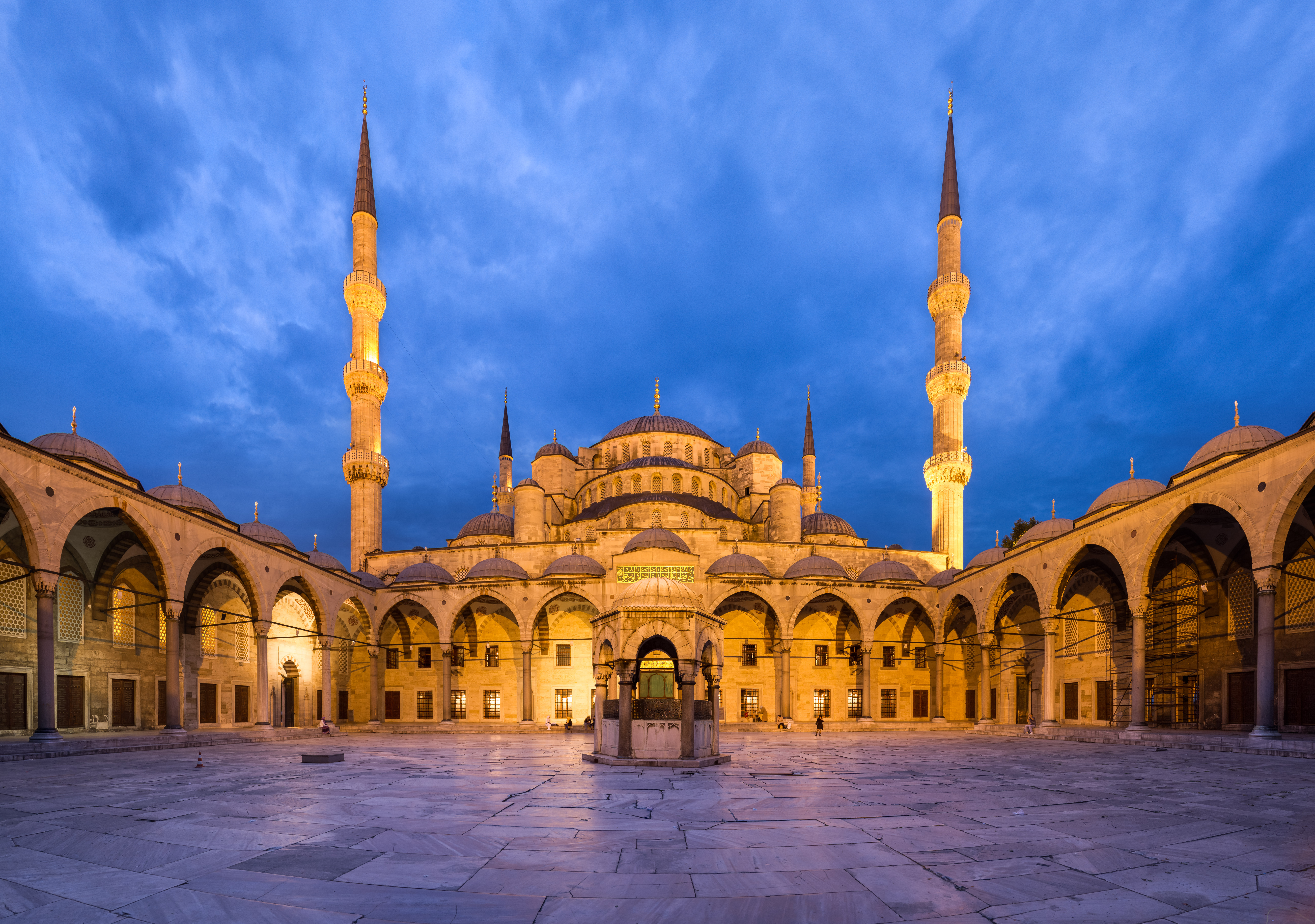
Mesquita del Soldà Ahmed
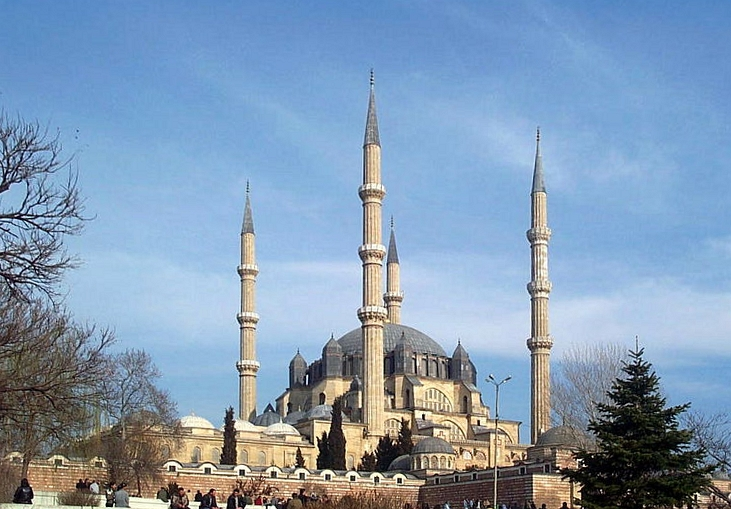
Mesquita de Selimiye
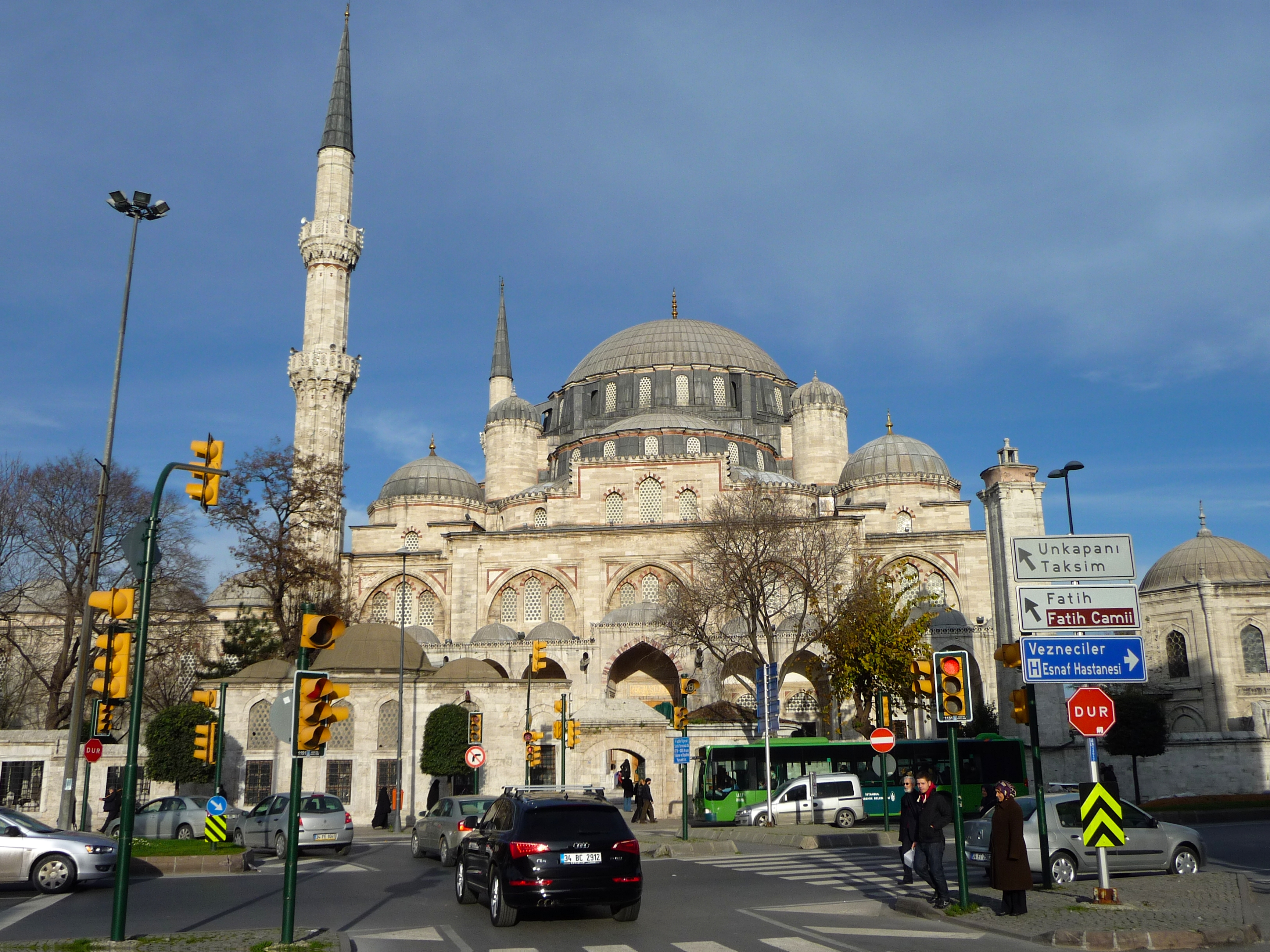
Mesquita Şehzade

## Període de la modernització
Durant el regnat d'Ahmed III (1703–1730) i sota el gran visir İbrahim Paşa, hi va haver un període de pau. Per les seves relacions amb França, l'arquitectura otomana tingué influència del barroc i del rococó. Exemples de l'arquitectura d'aquest període són a l'hospital i mesquita de Divriği, Sivas Çifteminare, Konya i el museu İnce Minare. Es va construir el palau Ishak Pasha (1685–1784).

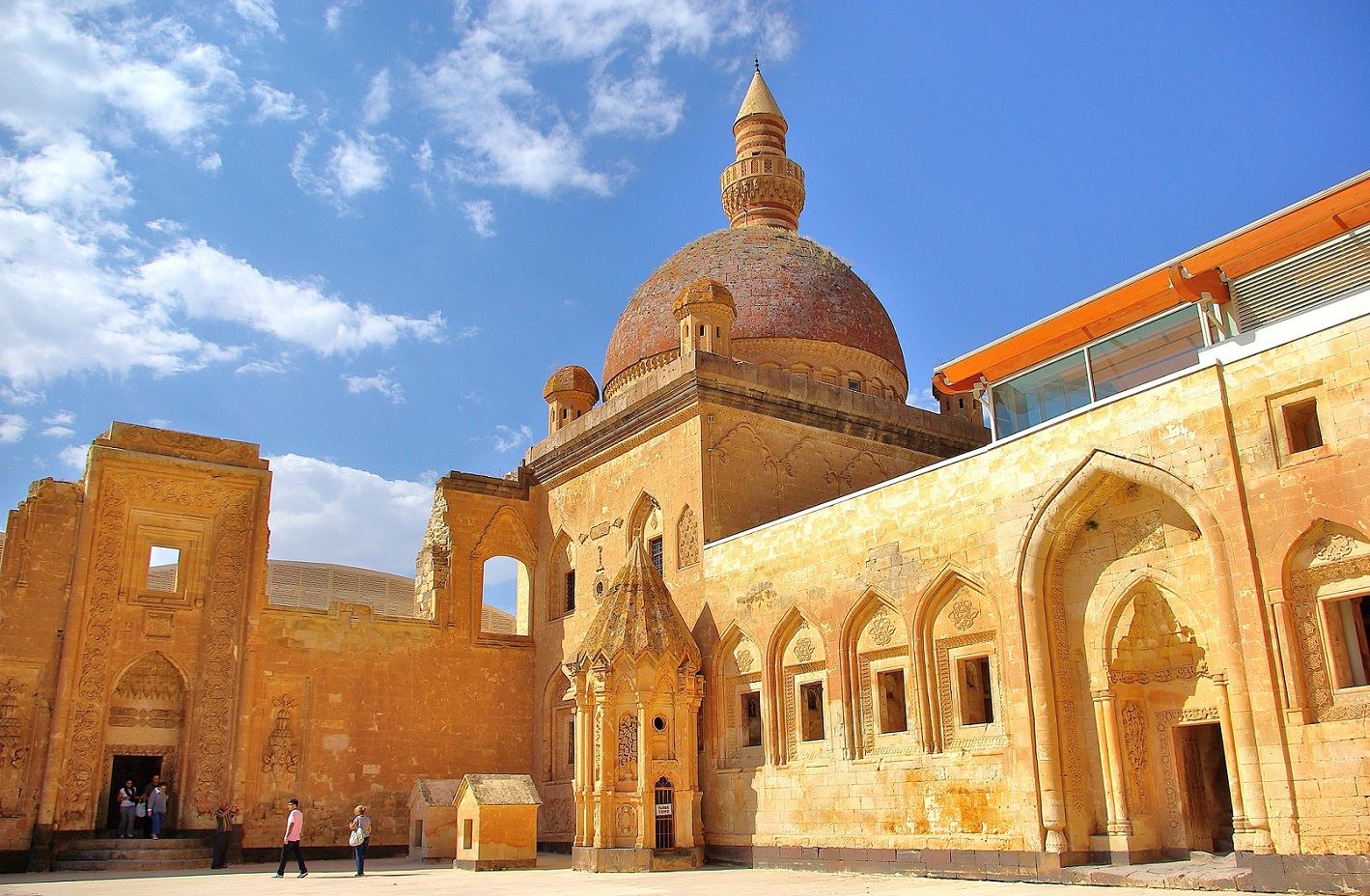
Palau Ishak Pasha

## Període de les tulipes (1703–1757)
Les classes altes otomanes van freqüentar més els espais oberts i van ser popular les fonts i les residències com Aynalıkavak Kasrı. Mahmud I va regnar entre 1730 i 1754 i en aquest període es van construir ja mesquites d'estil barroc.

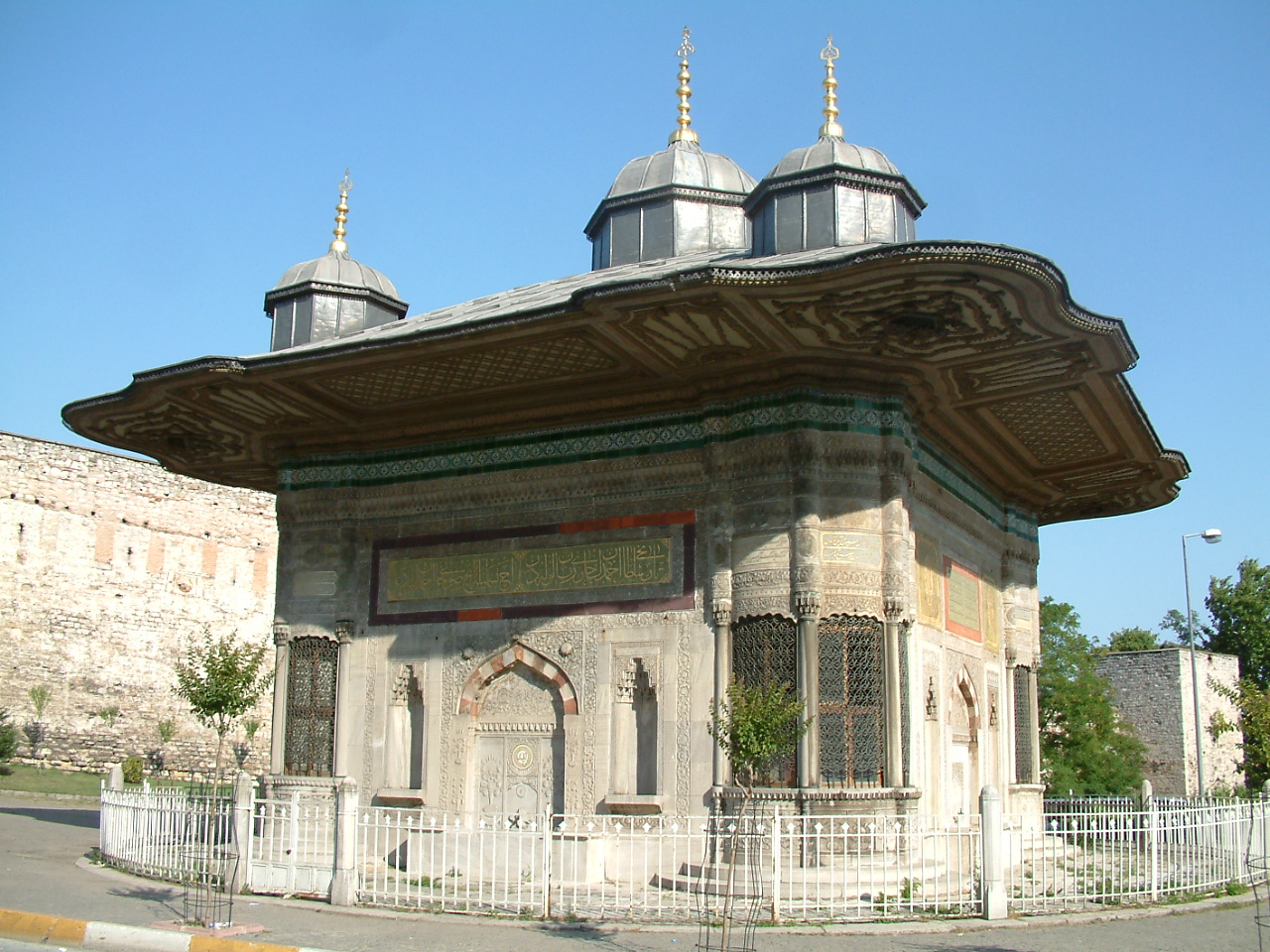
Font d'Ahmed III
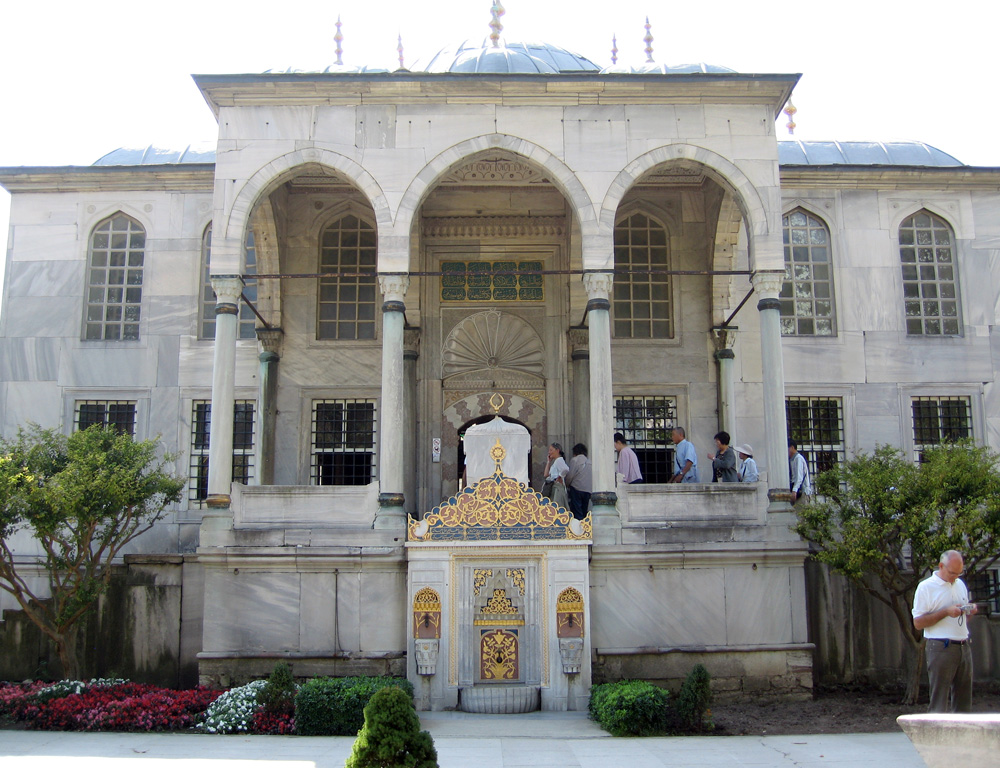
biblioteca Enderûn
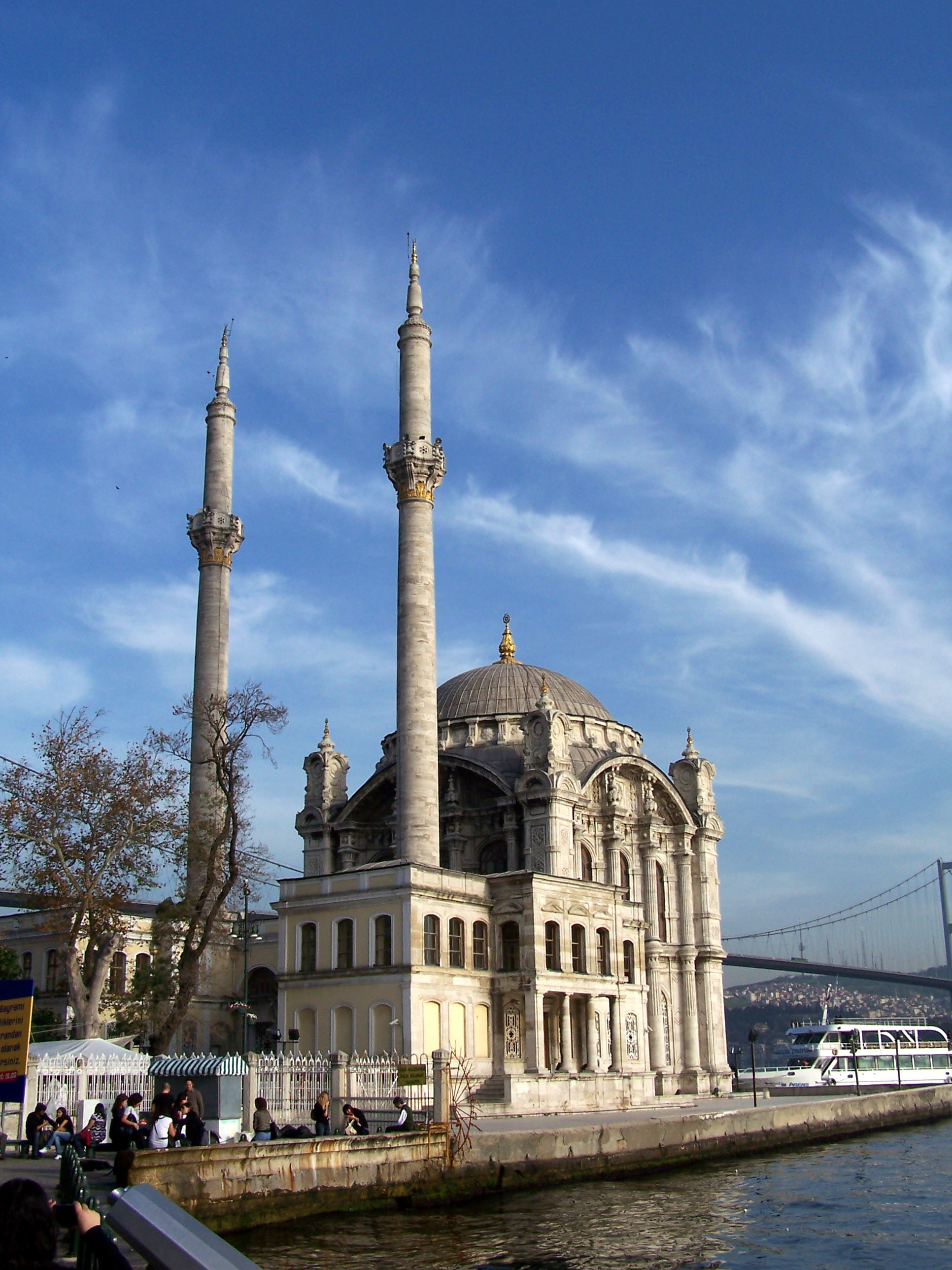
Mesquita Büyük Mecidiye a Ortaköy, Istanbul

## Període barroc (1757–1808)
Els exemples principals en són la mesquita Nur-u Osmaniye, mesquita Laleli, tomba Fatih, Laleli Çukurçeşme, Birgi Çakırağa, barracons militars de Taksim i Selimiye. Mimar Tahir és l'arquitecte important d'aquell moment. La tomba de Jesucrist, dins l'església de Sant Sepulcre a Jerusalem, va ser refeta en estil barroc otomà l'any 1810.

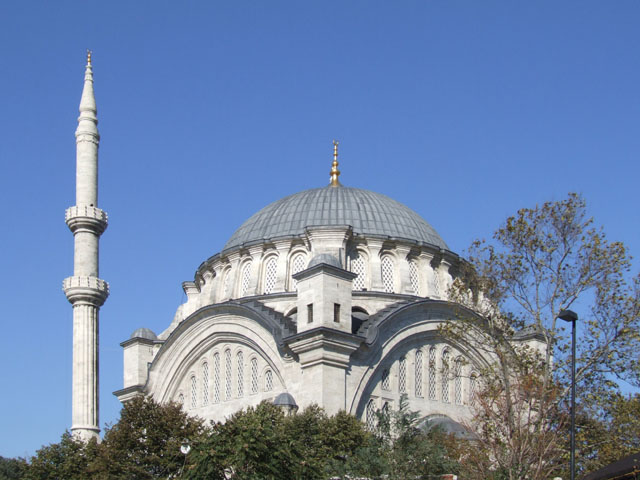
Nuruosmaniye
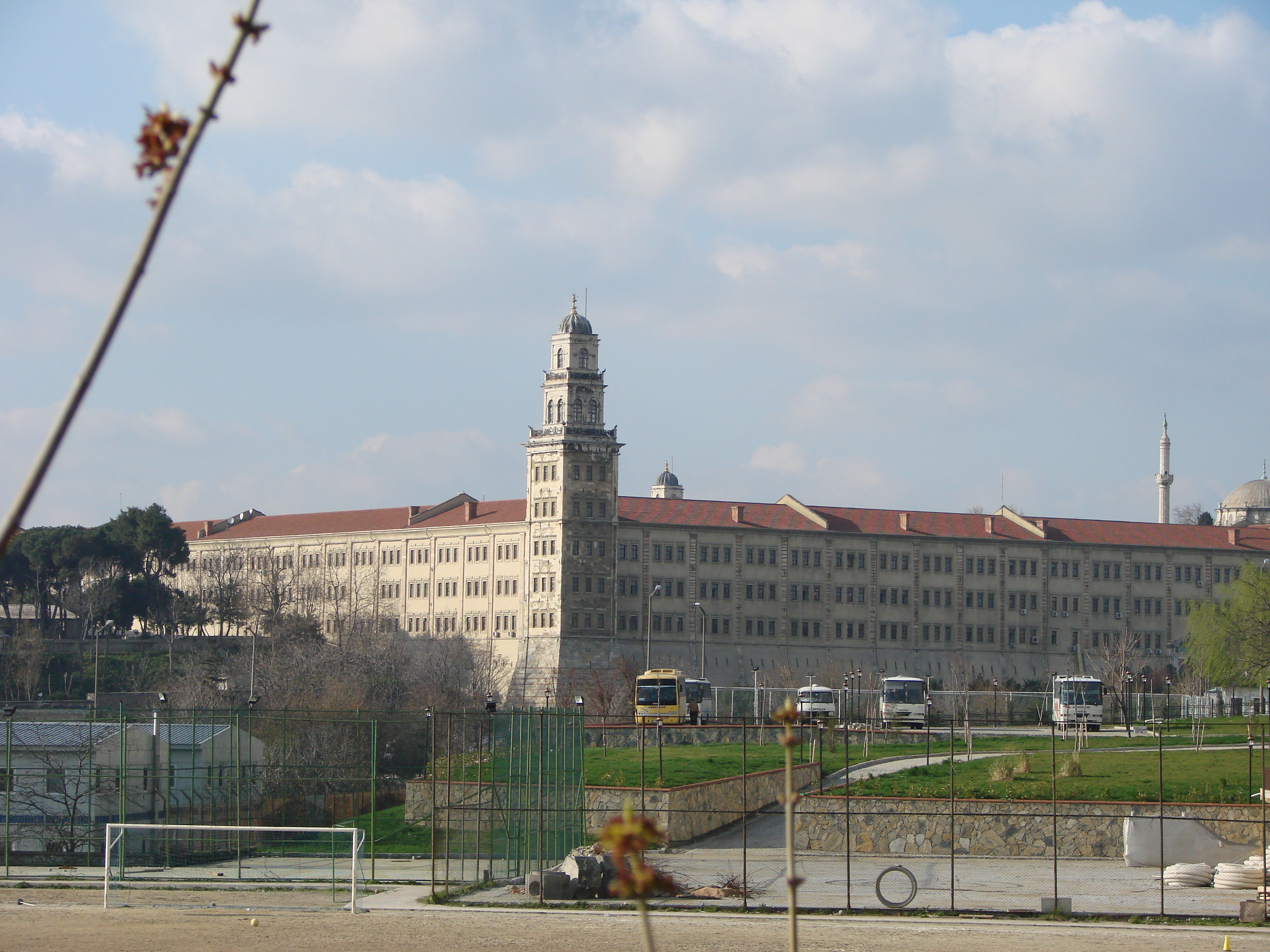
Barracs de Selimiye
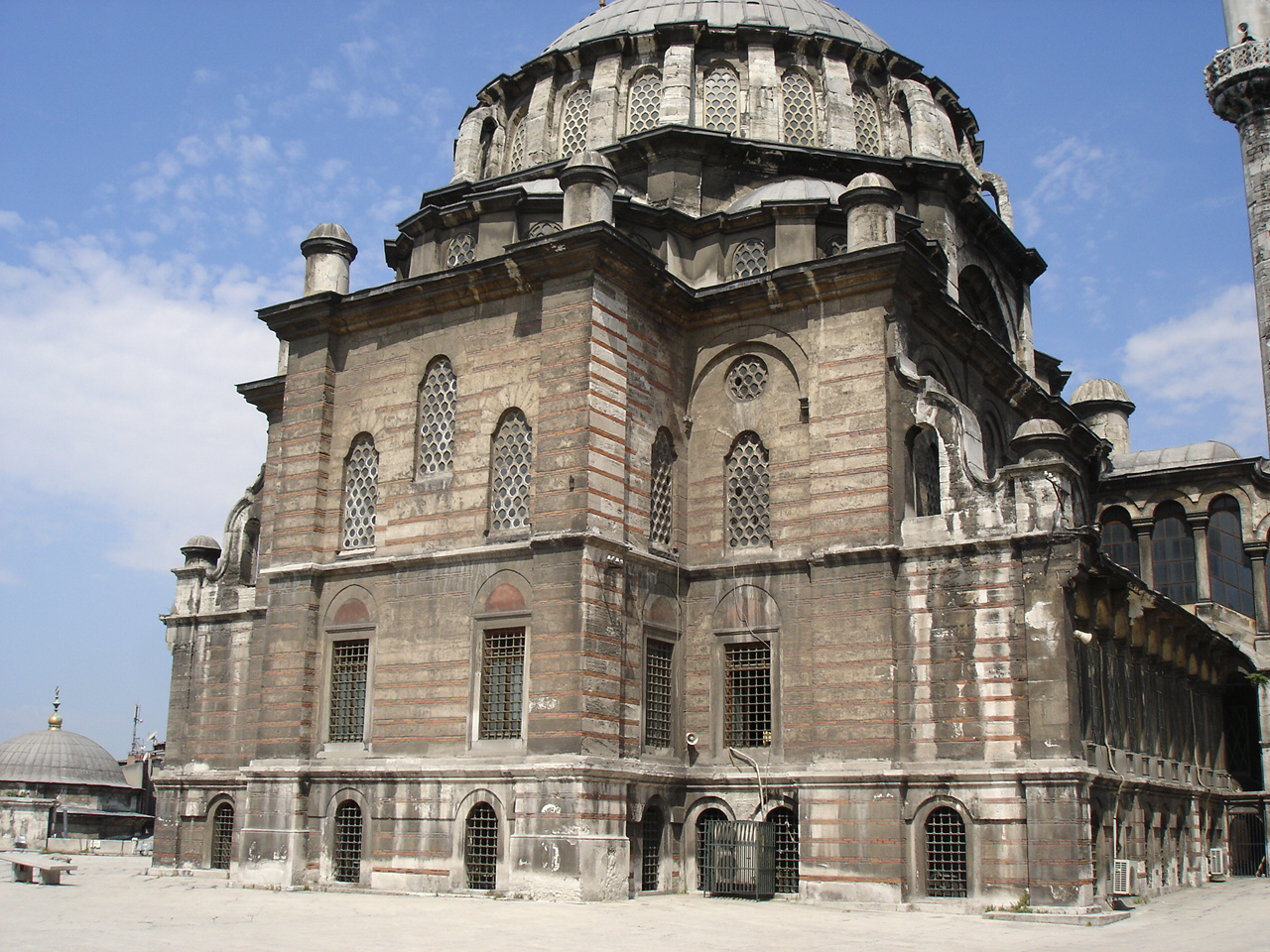
Laleli

## Període imperi (1808–1876)
Són exemples d'aquest estil occidentalitzant els Nusretiye, Ortaköy, la tomba del Soldà Mahmut, Galata, palau Dolmabahçe, palau Çırağan, palau Beylerbeyi, Sadullah Pasha Yalı, i els barracons militars de Kuleli.

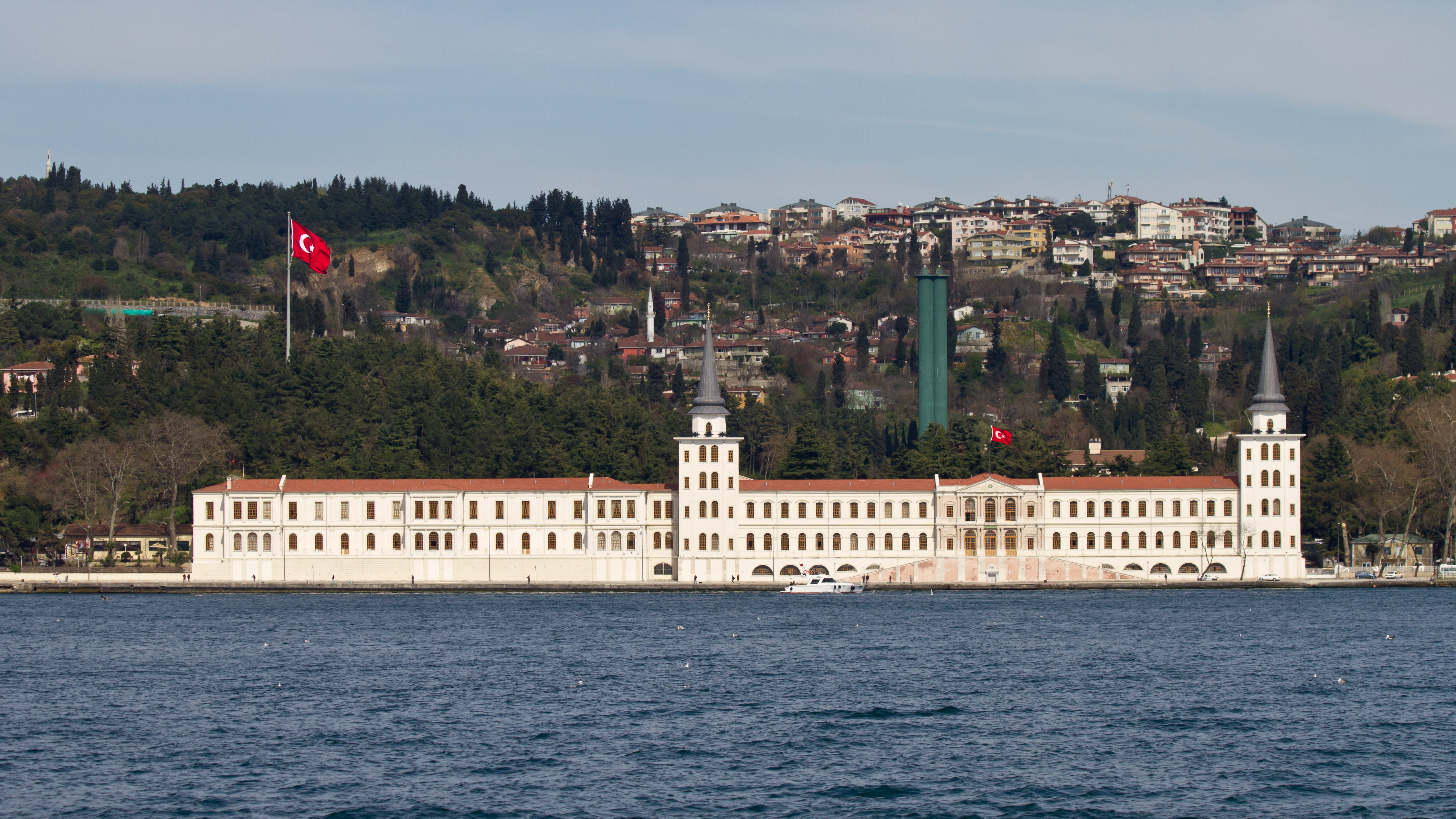
Kuleli
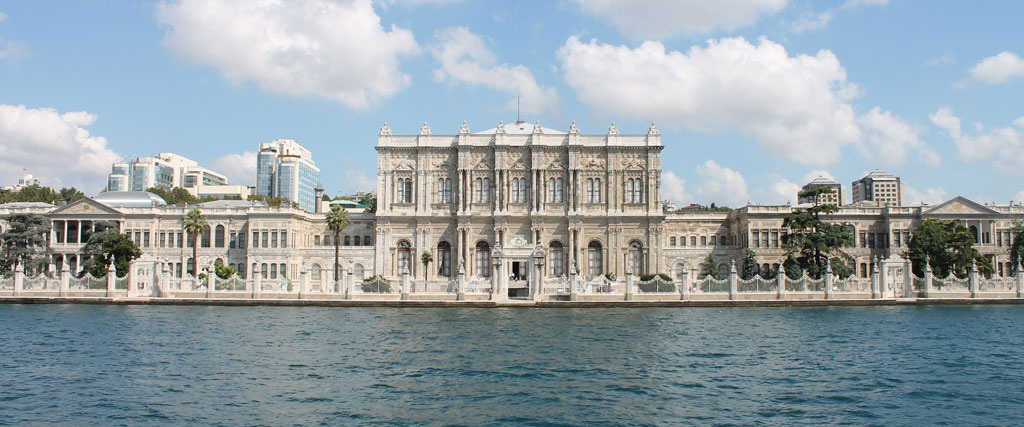
Palau de Dolmabahçe
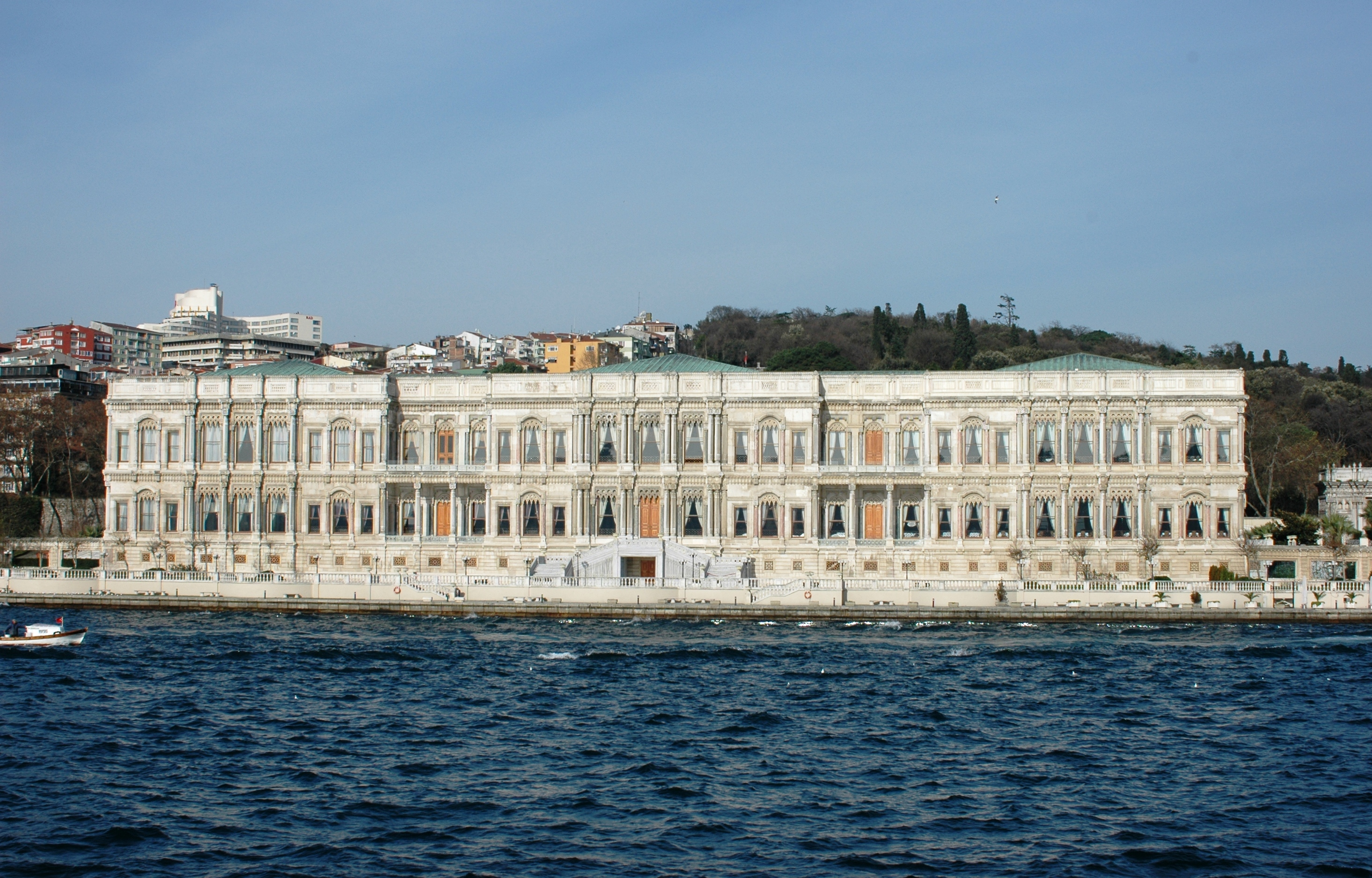
Palau de Çırağan

## Darrer període (1876–1922): el renaixement de l'arquitectura nacional
És el període final de l'arquitectura otomana, en particular després de l'arribada al poder dels Joves Turcs: 1908–1909. Es van considerar foranes les influències del barroc i l'art neoclàssic i es va fomentar el patriotisme turc també en l'arquitectura. Es va iniciar l'ús de nous materials, com el formigó armat, l'acer i sovint els sostres de vidre. Es van usar tècniques vistes com autènticament "otomanes", com els arcs en punta i d'altres.
Un dels primers exemples d'aquest estil és l'Oficina de Correus d'Istanbul a Sirkeci, acabada el 1909 i dissenyada per Vedat Tek (també conegut com a Vedat Bey).
A Ankara, l'edifici del Museu de la Guerra d'Independència va ser el primer lloc de l'Assemblea Nacional Turca el 1920, va ser construït el 1917 per Ismail Hasif Bey com a seu dels Joves Turcs.

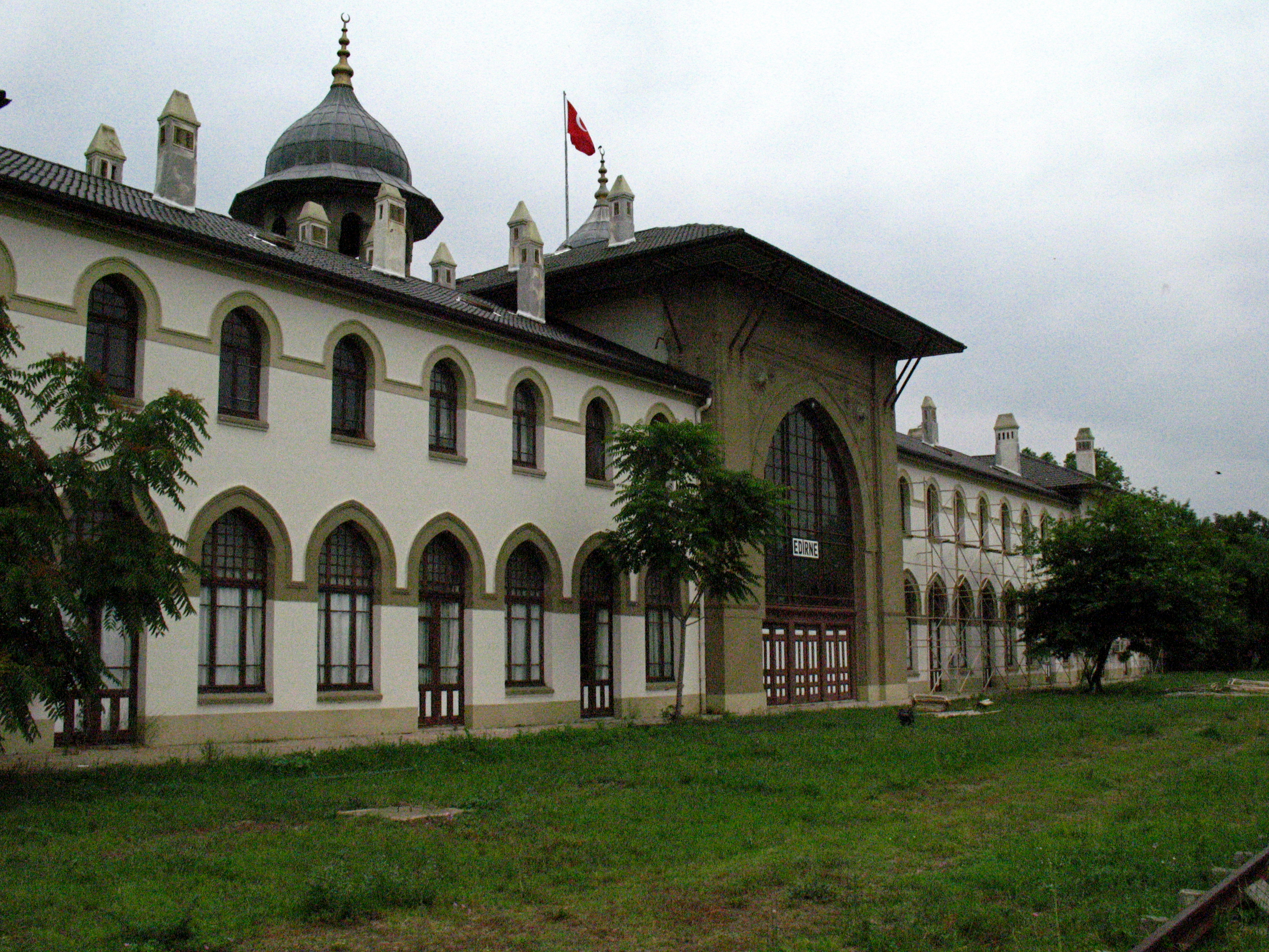
Estació de tren Karaağaç a Edirne
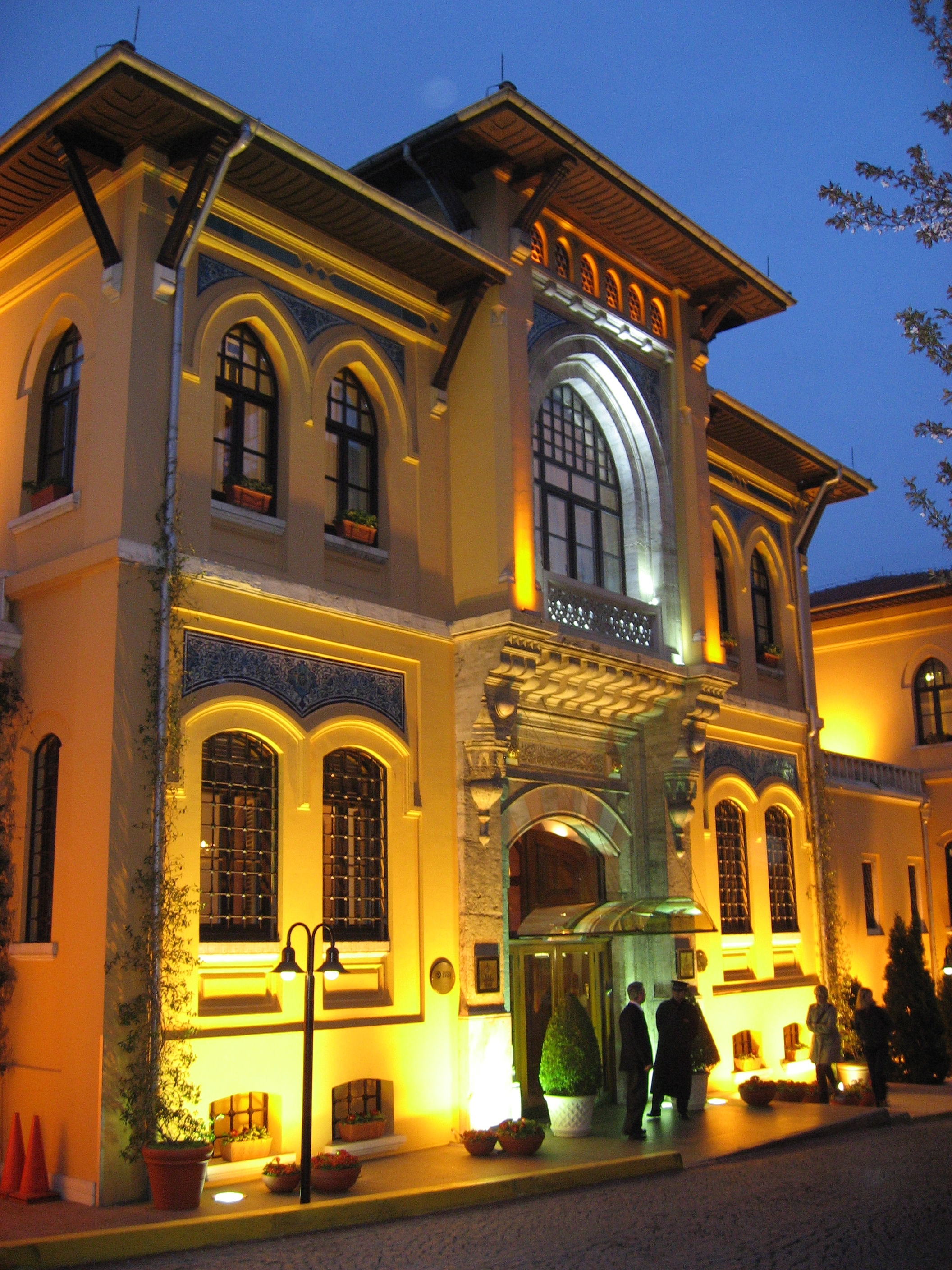
Ex-presó de Sultanahmet (avui hotel)
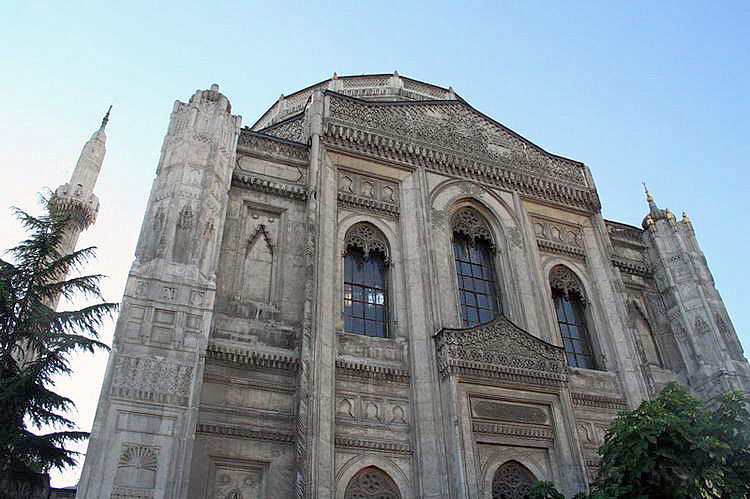
Mesquita de Pertevniyal Valide sultan